# Cute Girl
Cute Girl (就是溜溜的她) è il primo lungometraggio scritto e diretto dal regista Hou Hsiao-hsien. In Italia è stato trasmesso il 16 aprile 2021 su Rai 3 all'interno di Fuori orario, in lingua originale sottotitolato in italiano.
In questo primo film Hou Hsiao-hsien parte dalla tradizione delle commedie romantiche taiwanesi, lavorandola in modo che il canovaccio teatrale si avvicini sempre di più alla vita reale. I due attori protagonisti, Kenny Bee e Feng Fei-fei, all'epoca due note pop-stars a Hong Kong e Taiwan, raccontano la nascita di un amore all'interno del conflitto tra città e campagna e nel passaggio dalla giovinezza all'età adulta.

## Trama
Wenwen è promessa al figlio di un ricco industriale. La ragazza parte per la campagna ed incontra Daigang, un giovane ingegnere di condizioni apparentemente modeste di cui si innamora.